# Nethinius ambrinus
Nethinius ambrinus là một loài bọ cánh cứng trong họ Cerambycidae.